# Jayden Addai
Jayden Osei Addai (Purmerend, 26 agosto 2005) è un calciatore olandese con passaporto ghanese, attaccante del Como.

## Carriera

### Club
Addai è cresciuto nel settore giovanile del AZ Alkmaar. Ha debuttato in prima squadra il 26 novembre 2023 nell'incontro di Eredivisie vinto 3-0 contro il Volendam.
Il 4 luglio 2025, passa a titolo definitivo al Como, in Serie A, per circa 14 milioni di euro, firmando un contratto quinquennale. Il 16 agosto esordisce con i lariani giocando titolare la sfida di Coppa Italia contro il Südtirol, vinta per 3-1. 

### Nazionale
Ha giocato nella nazionale olandese Under-19.

## Statistiche

### Presenze e reti nei club
Statistiche aggiornate al 22 gennaio 2024.’’
| Stagione        | Squadra         | Campionato      | Campionato | Campionato | Coppe nazionali | Coppe nazionali | Coppe nazionali | Coppe continentali | Coppe continentali | Coppe continentali | Altre coppe | Altre coppe | Altre coppe | Totale | Totale | Totale |
| Stagione        | Squadra         | Comp            | Pres       | Reti       | Comp            | Pres            | Reti            | Comp               | Pres               | Reti               | Comp        | Pres        | Reti        | Pres   | Reti   |        |
| --------------- | --------------- | --------------- | ---------- | ---------- | --------------- | --------------- | --------------- | ------------------ | ------------------ | ------------------ | ----------- | ----------- | ----------- | ------ | ------ | ------ |
| 2021-2022       | Jong AZ Alkmaar | 1D              | 4          | 0          |                 | -               | -               |                    | -                  | -                  |             | -           | -           | 24     | 0      |        |
| 2022-2023       | Jong AZ Alkmaar | 1D              | 16         | 1          |                 | -               | -               |                    | -                  | -                  |             | -           | -           | 16     | 1      |        |
| 2023-2024       | Jong AZ Alkmaar | 1D              | 19         | 10         |                 | -               | -               |                    | -                  | -                  |             | -           | -           | 19     | 10     |        |
| 2023-2024       | AZ Alkmaar      | ED              | 8          | 0          | CO              | 1               | 0               | UEL                | 2                  | 0                  |             | -           | -           | 11     | 0      |        |
| Totale carriera | Totale carriera | Totale carriera | 37         | 11         |                 | 1               | 0               |                    | 2                  | 0                  |             | -           | -           | 40     | 11     |        |

## Palmarès

### Club

#### Competizioni giovanili
- UEFA Youth League: 1

AZ Alkmaar: 2022-2023